# Zimapán
Zimapán é um município mexicano do estado de Hidalgo. Foi fundado em 1522 pelos espanhóis, seu nome deriva das raízes náuatles, cimatl “construção” e pan “em” ou “sobre” que significa “sobre a construção ou entre construções”.
O município localiza-se a 144 km de Pachuca, entre os paralelos 20˚44´ de latitude norte e 99˚23´de longitude oeste, a uma altura de 1,780 metros sobre o nível do mar.
Limita-se a norte com os municípios de Pacula e Jacala; ao sul com os de Tecozautla e Tasquillo; a leste com o de Nicolás Flores e Ixmiquilpan e a oeste com o estado de Querétaro.
Destacam-se neste município o Parque Nacional De Los Mármoles, o Hotel Royal Spa e a Parroquia De San Juan Bautista.
Atualmente Zimapán é um tranquilo lugar turístico caracterizado por arquitetura colonial; mas o lugar é bem conhecido historicamente porque o elemento químico vanádio foi descoberto pelo professor Andrés Manuel del Río em 1801, em amostras minerais provenientes deste lugar.